# Kroatisk kuna
Kroatisk kuna (kroatiska: hrvatska kuna, kn) var Kroatiens officiella valuta mellan 1994 och 2022. Den ersattes av euron den 1 januari 2023. Valutakoden var HRK, och 1 kuna delades in i 100 lipa.
Valutan infördes den 30 maj 1994 efter en valutareform och ersatte den tidigare kroatiska dinaren som infördes tre år tidigare och som i sin tur ersatte den tidigare jugoslaviska dinaren. Vid det bytet var omvandlingen 1 HRK = 1 000 gamla dinarer (valutakod HRD).
Genom sin anslutning till Europeiska unionen den 1 juli 2013 förband sig Kroatien att införa euron som valuta så fort landet uppfyllde de ekonomiska och rättsliga kraven för detta, de så kallade konvergenskriterierna. År 2019 ansökte den kroatiska regeringen om att binda valutan till euron genom Europeiska växelkursmekanismen (ERM II), vilket skedde den 10 juli 2020. Den 5 juli 2022 fastslog Europaparlamentet med stor majoritet att Kroatien uppfyllde konvergenskriterierna och att landet borde få ansluta sig till euroområdet. Efter att det formella beslutet hade fattats av Europeiska unionens råd i juli 2022 införde Kroatien slutligen euron som valuta den 1 januari 2023.

## Etymologi
"Kuna" betyder mård på kroatiska och flera andra slaviska språk. Namnet på valutan baserades på att mårdpälsar användes som betalningsmedel i Kroatien under medeltiden. En kuna delades upp i 100 lipa. Lipa betyder lind på kroatiska. 

## Historia
Under romartiden betalades skatter med mårdpälsar i den romerska provinsen Pannonien (idag till största del Ungern och Slavonien). Under medeltiden användes olika utländska valutor i vad som idag är Kroatien. Mellan åren 1260 och 1380 användes dock silvermynt dekorerade med mårdar (kuna). År 1939 föddes idén att införa kuna som valuta i det Kroatiska banatet, ett till viss del autonomt område inom kungariket Jugoslavien, som omfattade dagens Kroatien och delar av Bosnien och Hercegovina och Serbien. Planerna gick i stöpet till följd av att andra världskriget brutit ut. År 1941 skapades den Oberoende staten Kroatien och kuna antogs som nationell valuta. En kuna var fördelad på 100 banica. Efter att den kroatiska fascistiska marionettregimen fallit återinfördes den jugoslaviska dinaren som valuta i Kroatien. År 1994 blev kuna återigen Kroatiens nationella valuta. Under en övergångsperiod som varade mellan den 23 december 1991 och 30 maj 1994 användes kroatiska dinarer. 

## Användning
Valutan gavs ut av Kroatiska nationalbanken (Hrvatska narodna banka) som grundades 1990.

## Valörer
- mynt: 1, 2, 5 och 25 kuna
- underenhet: 1, 2, 5, 10, 20 och 50 lipa
- sedlar: 5, 10, 20, 50, 100, 200, 500 och 1 000 kuna